# Christian Almeida
Christian Almeida, vollständiger Name Christian Andrés Almeida Rodríguez, (* 25. Dezember 1989 in Montevideo) ist ein uruguayischer Fußballspieler.

## Karriere
Der 1,70 Meter große Defensivakteur Almeida steht seit der Saison 2011/12 im Kader der Profimannschaft von Liverpool Montevideo. In dieser und den beiden folgenden Erstligaspielzeiten bestritt er insgesamt 46 Spiele in der Primera División. Einen Treffer erzielte er nicht. Am Ende der Saison 2013/14 stieg er mit dem Klub in die Segunda División ab. In der folgenden Zweitligaspielzeit trug er dann mit 20 Saisoneinsätzen und einem Treffer zum direkten Wiederaufstieg bei. In der Erstligasaison 2015/16 wurde er 20-mal (zwei Tore) in der Primera División eingesetzt und sicherte mit dem Team den Klassenerhalt. 
Im Januar 2018 verließ er nach fast sechseinhalb Jahren den Verein und schloss sich Ligakonkurrent Defensa y Justicia an.